# La nostra vita nuova
La nostra vita nuova è il primo singolo estratto dall'album Un giorno, del cantautore romano Max Gazzè, pubblicato nel 2004.

## Tracce
1. La nostra vita nuova